# Neonka diamantová
Neonka diamantová (Paracheirodon sp. "Colombia") je drobná sladkovodní rybka z čeledi tetrovití. Není o ní příliš jisté, jestli se jedná o druh nový nebo o výpěstek rybích farem. Rybka se k nám dostala z Německa pod názvem Brilliant Neon a Diamantkopf.
Jedná se o typicky společenskou rybku žijící v hejnu. Dorůstá délky 3,5–4 cm, přičemž je sameček menší než samička. Místo charakteristického neonového pruhu má celou přední část hřbetu a horní polovinu těla neonově zbarvenou. Celá zadní část od ocasu až po břišní ploutve je sytě červená. Bříško prosvítá stříbřitě.